# Feniton
Feniton  è un villaggio  con status di parrocchia civile dell'Inghilterra sud-occidentale, facente parte della contea del Devon e del distretto dell'East Devon. Conta una popolazione di circa 1.600 abitanti.

## Geografia fisica
Feniton si trova a pochi chilometri a nord di Ottery St Mary e a pochi chilometri ad ovest di Honiton.

## Monumenti e luoghi d'interesse

### Architetture religiose

#### Chiesa di Sant'Andrea
Principale edificio religioso di Feniton è la chiesa di Sant'Andrea, risalente all'epoca normanna, ma ricostruita tra il XV e il XVI secolo e restaurata nel 1877.

## Società

### Evoluzione demografica
Al censimento del 2011, la parrocchia civile di Feniton contava una popolazione pari a 1.568 abitanti, di cui 788 erano donne e 780 erano uomini.
Il dato è pressoché stabile rispetto al 2001, quando Feniton contava una popolazione pari a 1.567 abitanti.